# Kamienice Nowe (gromada)
Kamienice Nowe (w latach 1970. Nowe Kamienice) – dawna gromada, czyli najmniejsza jednostka podziału terytorialnego Polskiej Rzeczypospolitej Ludowej w latach 1954–1972.
Gromady, z gromadzkimi radami narodowymi (GRN) jako organami władzy najniższego stopnia na wsi, funkcjonowały od reformy reorganizującej administrację wiejską przeprowadzonej jesienią 1954 do momentu ich zniesienia z dniem 1 stycznia 1973, tym samym wypierając organizację gminną w latach 1954–1972.
Gromadę Kamienice Nowe z siedzibą GRN w Kamienicach Nowych (obecnie Nowe Kamienice) utworzono – jako jedną z 8759 gromad na obszarze Polski – w powiecie ostrowskim w woj. poznańskim, na mocy uchwały nr 32/54 WRN w Poznaniu z dnia 5 października 1954. W skład jednostki weszły obszary dotychczasowych gromad Kamienice Nowe, Pruślin i Wtórek ze zniesionej gminy Kamienice Nowe w tymże powiecie. Dla gromady ustalono 16 członków gromadzkiej rady narodowej.
1 stycznia 1962 do gromady Kamienice Nowe włączono obszar zniesionej gromady Parczew w tymże powiecie.
4 lipca 1968 do gromady Kamienice Nowe włączono miejscowość Wysocko Wielkie ze zniesionej gromady Wysocko Wielkie w tymże powiecie.
Gromada przetrwała do końca 1972 roku, czyli do kolejnej reformy gminnej.